# Bonnevaux (Gard)
Pour les articles homonymes, voir Bonnevaux.
Bonnevaux est une commune française située dans le nord du département du Gard, en région Occitanie.
Exposée à un climat méditerranéen, elle est drainée par le ruisseau d'Abeau et par divers autres petits cours d'eau. Incluse dans les Cévennes, la commune possède un patrimoine naturel remarquable : un site Natura 2000 (les « hautes vallées de la Cèze et du Luech »), un espace protégé (le « géoparc des monts d'Ardèche ») et deux zones naturelles d'intérêt écologique, faunistique et floristique.
Bonnevaux est une commune rurale qui compte 77 habitants en 2022, après avoir connu un pic de population de 887 habitants en 1821.  Ses habitants sont appelés les Bonnevaliens ou  Bonnevaliennes.

## Géographie

### Communes limitrophes
Les communes limitrophes sont Malbosc, Les Vans, Aujac, Malons-et-Elze et Ponteils-et-Brésis.
| Ponteils-et-Brésis | Malons-et-Elze | Les Vans Ardèche |
| Aujac              | Bonnevaux      | Malbosc Ardèche  |
| Aujac              | Aujac          | Aujac            |

Bonnevaux est une commune de montagne de 77 habitants située au nord-est des Cévennes gardoises, à la limite de l'Ardèche et de la Lozère.

### Lieux-dits et écarts
Bonnevaux, Coulis, Nojaret, la Rouvière, le Bosc, les Thomazes, les Allègres, la Figère, la Pourière, la Rivière, Gran Pesse.

### Hydrographie et relief
Le village et les hameaux de schiste ont conservé leur caractère typiquement cévenol et s'accrochent aux flancs de la vallée de 400 m à 750 m d'altitude.
La commune est traversée par l'Abeau.

### Climat
Pour des articles plus généraux, voir Climat de l'Occitanie et Climat du Gard.
En 2010, le climat de la commune est de type climat méditerranéen franc, selon une étude s'appuyant sur une série de données couvrant la période 1971-2000. En 2020, Météo-France publie une typologie des climats de la France métropolitaine dans laquelle la commune est exposée à un climat de montagne ou de marges de montagne et est dans la région climatique Provence, Languedoc-Roussillon, caractérisée par une pluviométrie faible en été, un très bon ensoleillement (2 600 h/an), un été chaud (21,5 °C), un air très sec en été, sec en toutes saisons, des vents forts (fréquence de 40 à 50 % de vents > 5 m/s) et peu de brouillards.
Pour la période 1971-2000, la température annuelle moyenne est de 10,7 °C, avec  une amplitude thermique annuelle de 16,4 °C. Le cumul annuel moyen de précipitations est de 1 758 mm, avec 9 jours de précipitations en janvier et 4,9 jours en juillet. Pour la période 1991-2020, la température moyenne annuelle observée sur la station météorologique la plus proche, située sur la commune de Génolhac à 7 km à vol d'oiseau, est de 13,2 °C et le cumul annuel moyen de précipitations est de 1 692,5 mm,. Pour l'avenir, les paramètres climatiques de la commune estimés pour 2050 selon différents scénarios d’émission de gaz à effet de serre sont consultables sur un site dédié publié par Météo-France en novembre 2022.

### Milieux naturels et biodiversité

#### Espaces protégés
La protection réglementaire est le mode d’intervention le plus fort pour préserver des espaces naturels remarquables et leur biodiversité associée,.
Dans ce cadre, la commune fait partie de l'aire d'adhésion du Parc national des Cévennes. Ce  parc national, créé en 1967, est un territoire de moyenne montagne formé de cinq entités géographiques : le massif de l'Aigoual, le causse Méjean avec les gorges du Tarn et de la Jonte, le mont Lozère, les vallées cévenoles ainsi que le piémont cévenol.
La commune est dans le périmètre du « géoparc des monts d'Ardèche », classé Géoparc en septembre 2014 et appartenant dès lors au réseau mondial des Géoparcs, soutenu par l’UNESCO,.
La commune fait également partie de la zone de transition des Cévennes, un territoire d'une superficie de 116 032 ha reconnu réserve de biosphère par l'UNESCO en 1985 pour la mosaïque de milieux naturels qui la composent et qui abritent une biodiversité exceptionnelle, avec 2 400 espèces animales, 2 300 espèces de plantes à fleurs et de fougères, auxquelles s’ajoutent d’innombrables mousses, lichens, champignons,.

#### Réseau Natura 2000

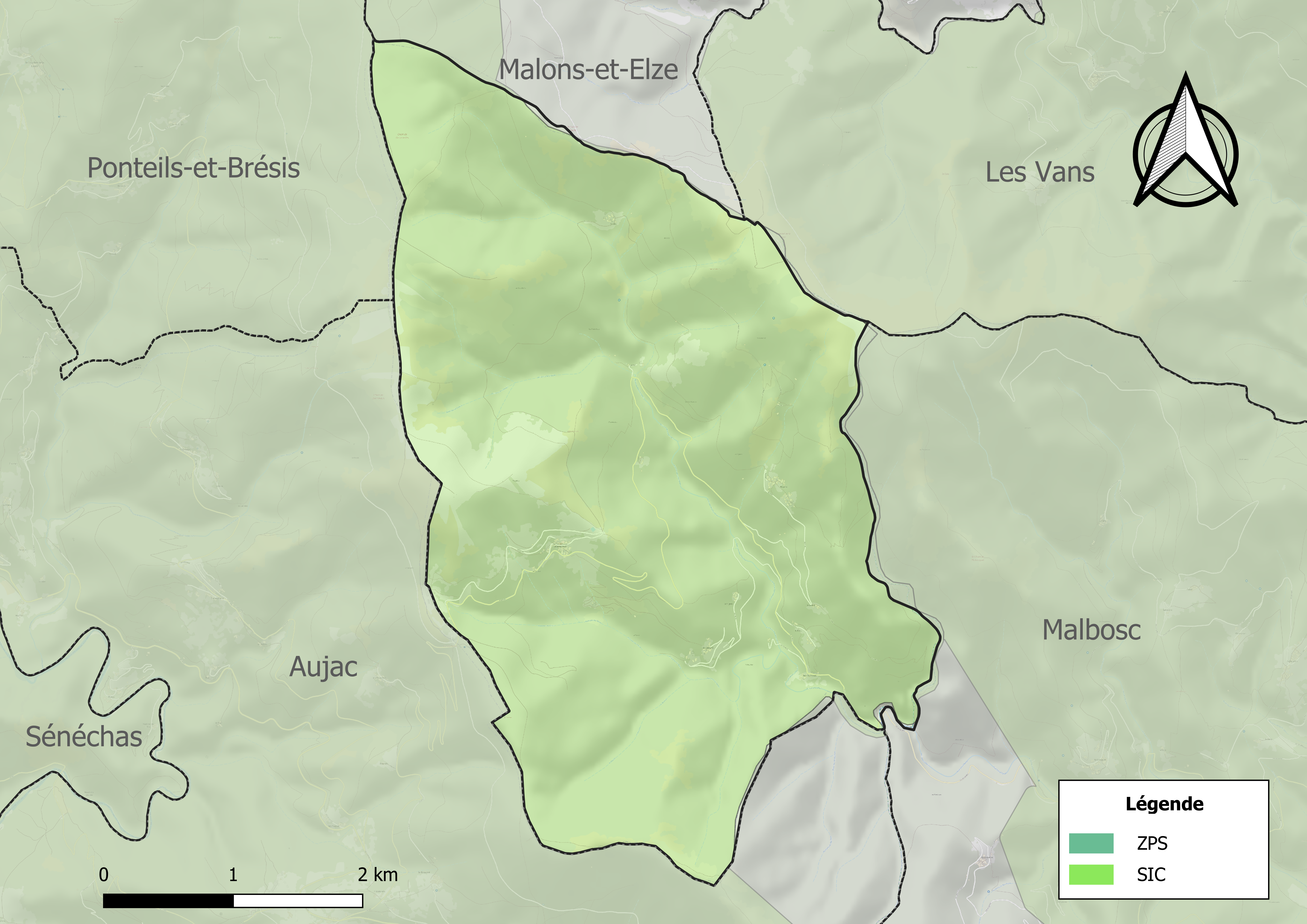
Site Natura 2000 sur le territoire communal.

Le réseau Natura 2000 est un réseau écologique européen de sites naturels d'intérêt écologique élaboré à partir des directives habitats et oiseaux, constitué de zones spéciales de conservation (ZSC) et de zones de protection spéciale (ZPS).
Un site Natura 2000 a été défini sur la commune au titre de la directive habitats : les « hautes vallées de la Cèze et du Luech », d'une superficie de 12 680 ha, correspondant à la partie amont du bassin versant de la Cèze. Elles présentent un patrimoine naturel remarquable, avec quatre espèces piscicoles : l'écrevisse à pattes blanches, le castor, la loutre et le barbeau méridional et cinq habitats d'intérêt communautaire d'origine.

#### Zones naturelles d'intérêt écologique, faunistique et floristique
L’inventaire des zones naturelles d'intérêt écologique, faunistique et floristique (ZNIEFF) a pour objectif de réaliser une couverture des zones les plus intéressantes sur le plan écologique, essentiellement dans la perspective d’améliorer la connaissance du patrimoine naturel national et de fournir aux différents décideurs un outil d’aide à la prise en compte de l’environnement dans l’aménagement du territoire.
Une ZNIEFF de type 1 est recensée sur la commune :
les « ruisseaux de la Ganière et d'Abeau » (167 ha), couvrant 6 communes dont 3 dans l'Ardèche et 3 dans le Gard et une ZNIEFF de type 2, : 
les « vallées amont de la Cèze et de la Ganière » (10 752 ha), couvrant 11 communes dont 9 dans le Gard et 2 dans la Lozère.

Carte des ZNIEFF de type 1 et 2 à Bonnevaux.
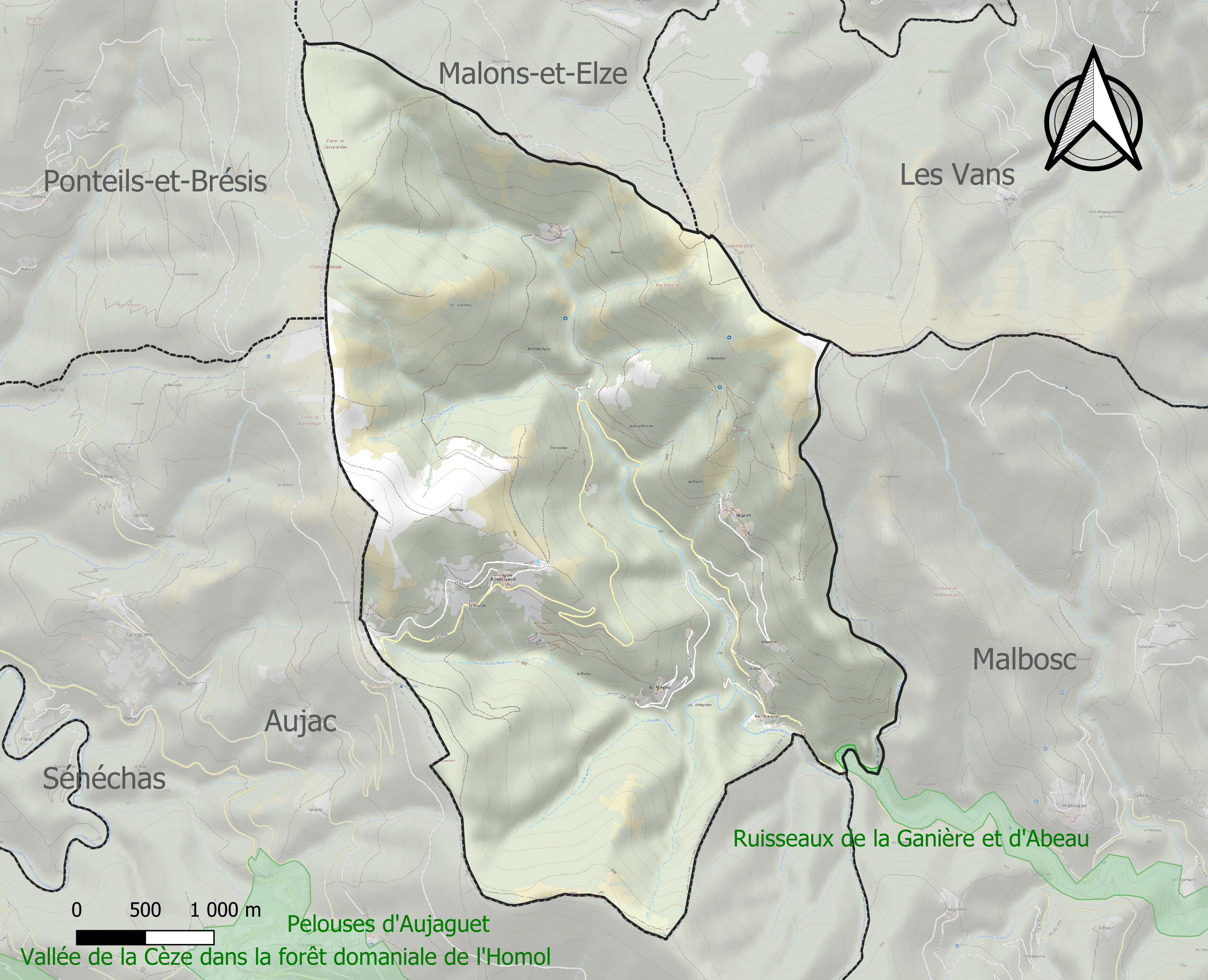
Carte de la ZNIEFF de type 1 sur la commune.
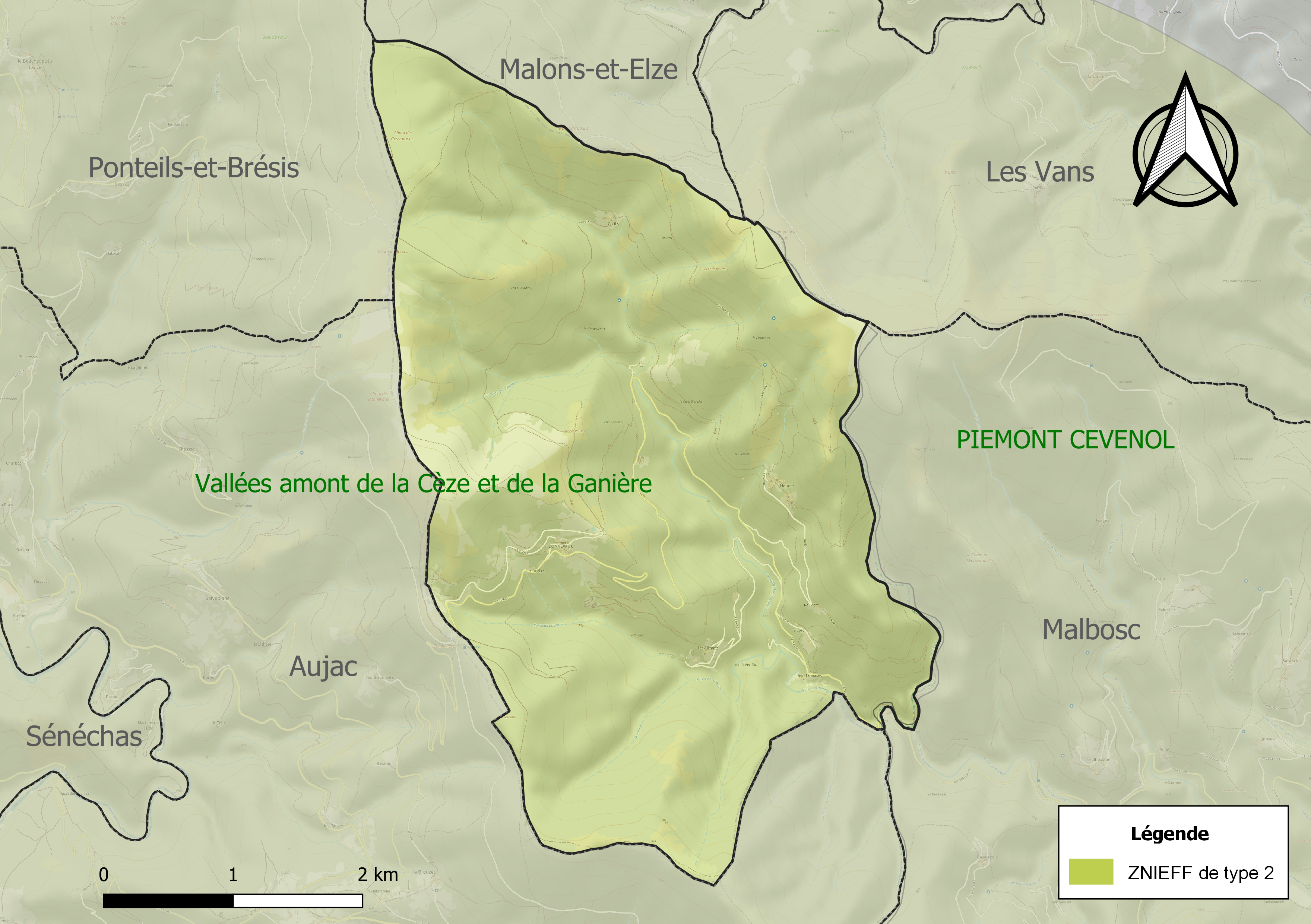
Carte de la ZNIEFF de type 2 sur la commune.

## Urbanisme

### Typologie
Au 1er janvier 2024, Bonnevaux est catégorisée commune rurale à habitat très dispersé, selon la nouvelle grille communale de densité à sept niveaux définie par l'Insee en 2022.
Elle est située hors unité urbaine et hors attraction des villes,.

### Occupation des sols
L'occupation des sols de la commune, telle qu'elle ressort de la base de données européenne d’occupation biophysique des sols Corine Land Cover (CLC), est marquée par l'importance des forêts et milieux semi-naturels (100 % en 2018), une proportion identique à celle de 1990 (100 %). La répartition détaillée en 2018 est la suivante : 
forêts (68,2 %), milieux à végétation arbustive et/ou herbacée (31,8 %). L'évolution de l’occupation des sols de la commune et de ses infrastructures peut être observée sur les différentes représentations cartographiques du territoire : la carte de Cassini (XVIIIe siècle), la carte d'état-major (1820-1866) et les cartes ou photos aériennes de l'IGN pour la période actuelle (1950 à aujourd'hui).

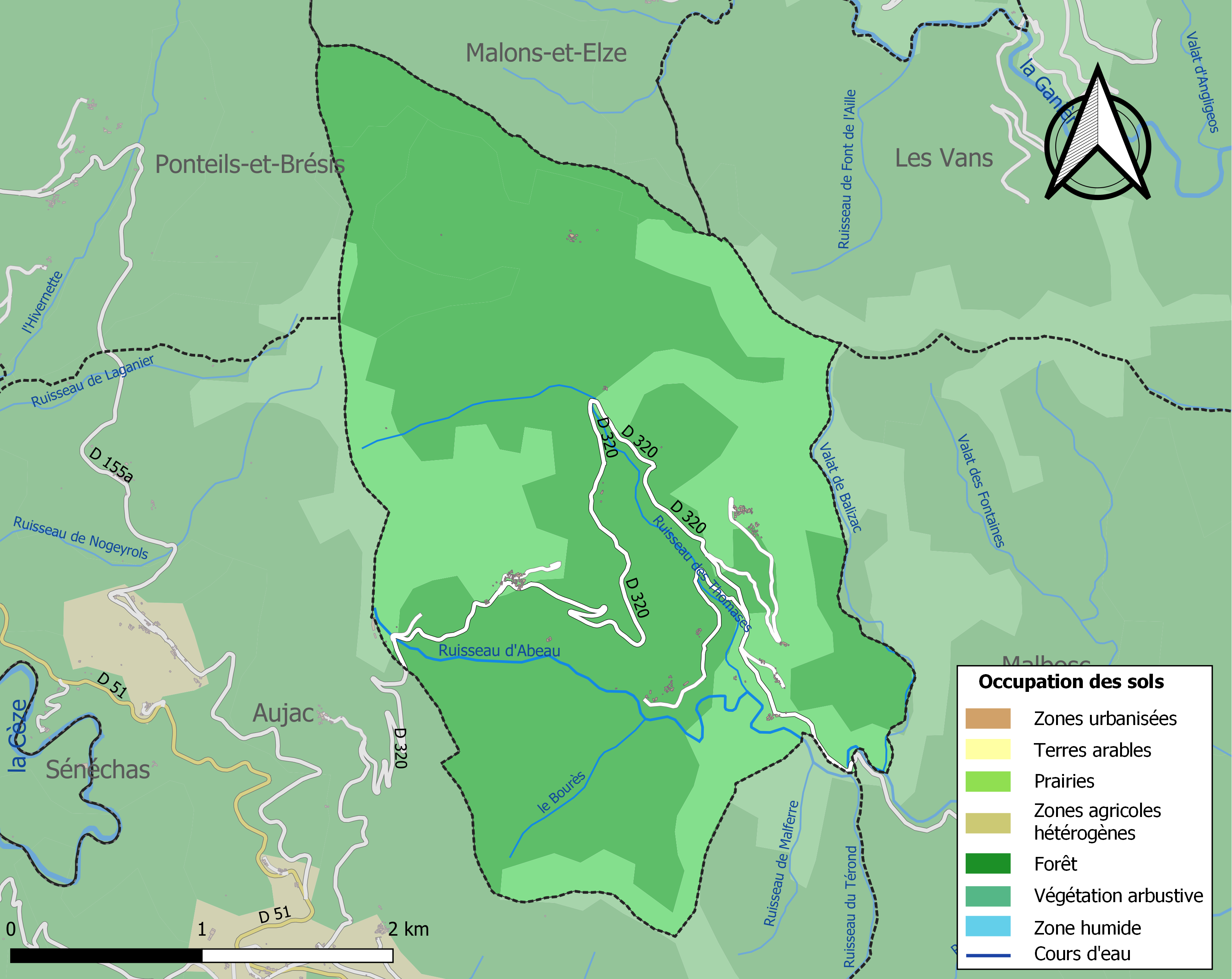
Carte des infrastructures et de l'occupation des sols de la commune en 2018 (CLC).

### Risques majeurs
Le territoire de la commune de Bonnevaux est vulnérable à différents aléas naturels : météorologiques (tempête, orage, neige, grand froid, canicule ou sécheresse), inondations, feux de forêts et séisme (sismicité faible). Il est également exposé à un risque particulier : le risque de radon. Un site publié par le BRGM permet d'évaluer simplement et rapidement les risques d'un bien localisé soit par son adresse soit par le numéro de sa parcelle.

#### Risques naturels
Certaines parties du territoire communal sont susceptibles d’être affectées par le risque d’inondation par débordement de cours d'eau, notamment La commune a été reconnue en état de catastrophe naturelle au titre des dommages causés par les inondations et coulées de boue survenues en 1982 et 1983,.

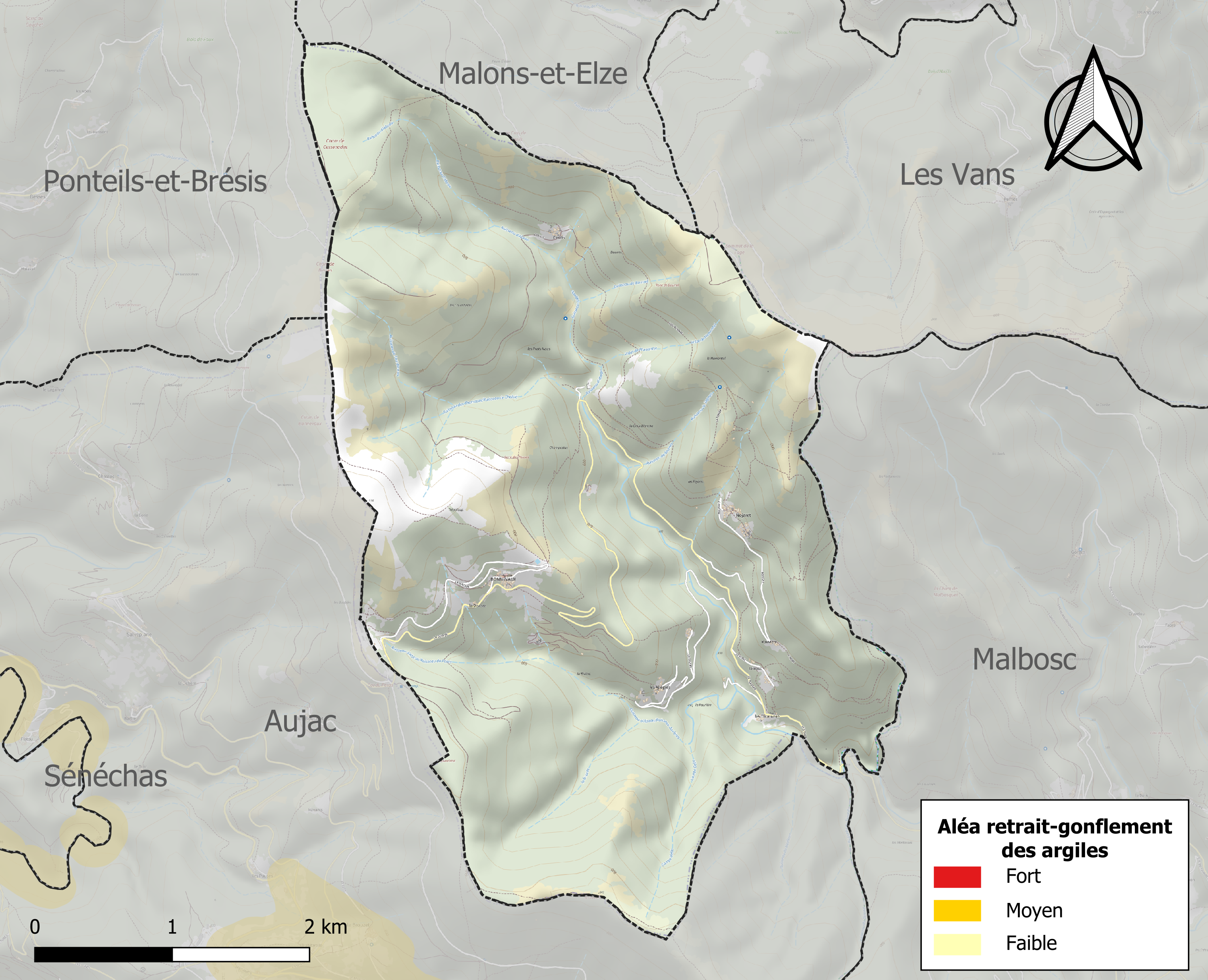
Carte des zones d'aléa retrait-gonflement des sols argileux de Bonnevaux.

Le retrait-gonflement des sols argileux est susceptible d'engendrer des dommages importants aux bâtiments en cas d’alternance de périodes de sécheresse et de pluie. 0 % de la superficie communale est en aléa moyen ou fort (67,5 % au niveau départemental et 48,5 % au niveau national). Sur les 89 bâtiments dénombrés sur la commune en 2019, 0 sont en aléa moyen ou fort, soit 0 %, à comparer aux 90 % au niveau départemental et 54 % au niveau national. Une cartographie de l'exposition du territoire national au retrait gonflement des sols argileux est disponible sur le site du BRGM,.
Par ailleurs, afin de mieux appréhender le risque d’affaissement de terrain, l'inventaire national des cavités souterraines permet de localiser celles situées sur la commune.
Concernant les mouvements de terrains, la commune a été reconnue en état de catastrophe naturelle au titre des dommages causés par des mouvements de terrain en 1983.

#### Risque particulier
Dans plusieurs parties du territoire national, le radon, accumulé dans certains logements ou autres locaux, peut constituer une source significative d’exposition de la population aux rayonnements ionisants. Certaines communes du département sont concernées par le risque radon à un niveau plus ou moins élevé. Selon la classification de 2018, la commune de Bonnevaux est classée en zone 3, à savoir zone à potentiel radon significatif.

## Toponymie
Du latin Bonae valles selon Jean-Martial Besse et Charles Beaunier ou alors Bonarum Vallium selon Laurent-Henri Cottineau qui distingue clairement ce prieuré des autres abbayes nommées Bonnevaux.

## Histoire

### Moyen Âge
On ignore la date de la fondation du premier établissement religieux à Bonnevaux. Mais en 1187, Regordan de Naves donna à l'abbaye Saint-Ruf de Valence cette vallée de Bonnevaux et la terre de Saint-Théodorit. La maison mère de l'Ordre de Saint Ruf à Valence est un ordre d'Augustins. Les possessions de cette abbaye sont nombreuses dans le Sud de la France, en Espagne et en Italie. En fait, les chanoines de Saint Ruf fondèrent là un prieuré augustin non conventuel et non une abbaye, malgré le nom Abbadie (soit abbaye) donné à ce lieu par les paysans et possédèrent, jusqu'à la dissolution de cet ordre en 1775, jusqu'à 300 paysans. Ce prieuré connut deux siècles de prospérité aux XIIIe et XIVe siècles. À partir du XVe siècle, les chanoines le quittèrent pour habiter dans la plaine du côté de Saint Paul le Jeune. Au XVIe siècle, leurs possessions furent accaparées par les seigneurs comtes du Roure. De nombreux procès permirent aux religieux de retrouver leurs possessions, mais ils ne revinrent plus jamais et déléguèrent la collecte de la dîme et des redevances féodales à un baile.

### Époque moderne
Aux XVIIe et XVIIIe siècles, Bonnevaux commence à perdre sa population qui émigre pour des travaux saisonniers dans la plaine, puis définitivement avec l'ouverture des mines de charbon de la vallée de la Ganière et de la Cèze.

### Époque contemporaine
Dans les années 1960, il ne reste plus qu’une trentaine d’habitants. Les paysages et les maisons en ruines attirent de nombreux « hippies », ou « bourruts » comme on les appelle alors. Peu sont restés de cette époque, mais leurs descendants et les nouveaux arrivés « les néos » ont contribué depuis près de 30 ans à un véritable renouveau des hameaux : installation d'agriculteurs, restauration de l'église du XIe siècle, création de gîtes, mise en valeur du patrimoine bâti et paysager.

## Politique et administration

### Liste des maires
| Période | Période  | Identité         | Étiquette | Qualité |
| ------- | -------- | ---------------- | --------- | ------- |
| 1945    | 1971     | Léonce Vidal     |           |         |
| 1971    | 1983     | Charles Portmann |           |         |
| 1983    | 1985     | Jean-Loup Marry  |           |         |
| 1985    | 1990     | Gérard Jorand    |           |         |
| 1990    | 1998     | Georges Zinsstag |           |         |
| 1998    | 2003     | Éric Dedieu      |           |         |
| 2003    | en cours | Roseline Boussac |           |         |

## Population et société

### Démographie
L'évolution du nombre d'habitants est connue à travers les recensements de la population effectués dans la commune depuis 1793. Pour les communes de moins de 10 000 habitants, une enquête de recensement portant sur toute la population est réalisée tous les cinq ans, les populations de référence des années intermédiaires étant quant à elles estimées par interpolation ou extrapolation. Pour la commune, le premier recensement exhaustif entrant dans le cadre du nouveau dispositif a été réalisé en 2006.

En 2022, la commune comptait 77 habitants, en évolution de −13,48 % par rapport à 2016 (Gard : +2,97 %, France hors Mayotte : +2,11 %).
| 1793 | 1800 | 1806 | 1821 | 1831 | 1836 | 1841 | 1846 | 1851 |
| ---- | ---- | ---- | ---- | ---- | ---- | ---- | ---- | ---- |
| 737  | 592  | 725  | 887  | 849  | 847  | 385  | 430  | 343  |

| 1856 | 1861 | 1866 | 1872 | 1876 | 1881 | 1886 | 1891 | 1896 |
| ---- | ---- | ---- | ---- | ---- | ---- | ---- | ---- | ---- |
| 366  | 363  | 350  | 341  | 363  | 335  | 306  | 265  | 267  |

| 1901 | 1906 | 1911 | 1921 | 1926 | 1931 | 1936 | 1946 | 1954 |
| ---- | ---- | ---- | ---- | ---- | ---- | ---- | ---- | ---- |
| 243  | 242  | 217  | 165  | 130  | 112  | 92   | 76   | 47   |

| 1962 | 1968 | 1975 | 1982 | 1990 | 1999 | 2006 | 2011 | 2016 |
| ---- | ---- | ---- | ---- | ---- | ---- | ---- | ---- | ---- |
| 35   | 32   | 30   | 51   | 61   | 102  | 96   | 101  | 89   |

| 2021 | 2022 | - | - | - | - | - | - | - |
| ---- | ---- | - | - | - | - | - | - | - |
| 80   | 77   | - | - | - | - | - | - | - |

## Économie

### Emploi
|                | 2008   | 2013   | 2018   |
| -------------- | ------ | ------ | ------ |
| Commune        | 30,8 % | 22,7 % | 19,3 % |
| Département    | 10,6 % | 12 %   | 12 %   |
| France entière | 8,3 %  | 10 %   | 10 %   |

En 2018, la population âgée de 15 à 64 ans s'élève à 57 personnes, parmi lesquelles on compte 56,1 % d'actifs (36,8 % ayant un emploi et 19,3 % de chômeurs) et 43,9 % d'inactifs,. Depuis 2008, le taux de chômage communal (au sens du recensement) des 15-64 ans est supérieur à celui de la France et du département.
La commune est hors attraction des villes,. Elle compte 23 emplois en 2018, contre 26 en 2013 et 14 en 2008. Le nombre d'actifs ayant un emploi résidant dans la commune est de 23, soit un indicateur de concentration d'emploi de 100 % et un taux d'activité parmi les 15 ans ou plus de 42,5 %.
Sur ces 23 actifs de 15 ans ou plus ayant un emploi, 20 travaillent dans la commune, soit 87 % des habitants. Pour se rendre au travail, 34,8 % des habitants utilisent un véhicule personnel ou de fonction à quatre roues, 34,8 % s'y rendent en deux-roues, à vélo ou à pied et 30,4 % n'ont pas besoin de transport (travail au domicile).

### Activités hors agriculture

#### Secteurs d'activités
11 établissements sont implantés  à Bonnevaux au 31 décembre 2019.
Le secteur de l'administration publique, l'enseignement, la santé humaine et l'action sociale est prépondérant sur la commune puisqu'il représente 36,4 % du nombre total d'établissements de la commune (4 sur les 11 entreprises implantées  à Bonnevaux), contre 13,5 % au niveau départemental.

### Agriculture
|               | 1988 | 2000 | 2010 | 2020 |
| ------------- | ---- | ---- | ---- | ---- |
| Exploitations | 7    | 5    | 6    | 9    |
| SAU (ha)      | 295  | 206  | 25   | 151  |

La commune est dans les Cévennes, une petite région agricole occupant l'ouest du département du Gard. En 2020, l'orientation technico-économique de l'agriculture  sur la commune est la polyculture et/ou le polyélevage. Neuf exploitations agricoles ayant leur siège dans la commune sont dénombrées lors du recensement agricole de 2020 (sept en 1988). La superficie agricole utilisée est de 151 ha,,.

### Entreprises de l'agglomération
Dès 2011, la mairesse a pris un arrêté d’interdiction de prospection des gaz de schiste.

### Secteurs d'activités
La flambée des prix des terres et de l’immobilier rendent difficile l’installation de nouveaux exploitants. Pour aider les agriculteurs, la mairie a acheté 100 hectares de terres qu’elle loue aux paysans.

## Culture locale et patrimoine

### Édifices religieux
Dans la partie haute du village de Bonnevaux, l'église Saint-Théodorit, bâtie par les chanoines du prieuré au XIIe siècle, est un ouvrage de style roman. Elle est surmontée à l'ouest par un clocher à quatre arcades, datant du XVe siècle, en pignon, d'où émergent onze têtes sculptées. L'église est dédiée à saint Théodorit, prêtre et martyr à Antioche (✝ 362).

### Patrimoine culturel
Le Poulet-Trousselle  de GM et ses célèbres concerts d'accordéon qui résonnent le soir au travers des montagnes. Il peut aussi être fait mention de sa non moins célèbre nappe jaune "canaris" qui sera prochainement classée au patrimoine mondial de l'UNESCO.

## Héraldique
| Blason de Bonnevaux (Gard) | Blason  | D'hermine au chef losangé d'argent et de sable. |
| Blason de Bonnevaux (Gard) | Détails |                                                 |